# Hoa hậu Quốc tế 1995
Hoa hậu Quốc tế 1995 là cuộc thi Hoa hậu Quốc tế lần thứ 35 được tổ chức tại trung tâm Sinjuyo Pension, Tokyo. Đêm chung kết cuộc thi diễn ra vào ngày 10 tháng 9 năm 1995. Cuộc thi có 47 thí sinh tham dự. Hoa hậu Quốc tế 1995 - Christina Lekka đến từ Hy Lạp đã trao lại vương miện cho người kế nhiệm, cô Anne Lena Hansen đến từ Na Uy.

## Kết quả

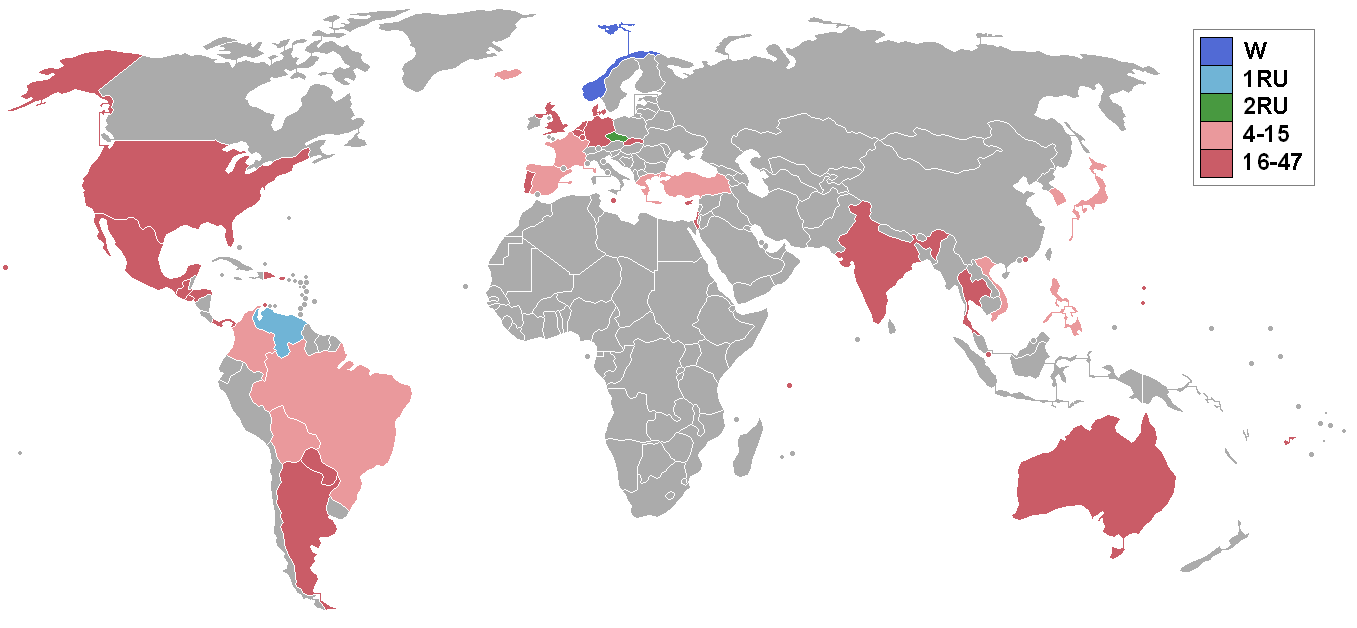
Các quốc gia và lãnh thổ tham gia Hoa hậu Quốc tế 1995 và kết quả.

| Kết quả              | Thí sinh |
| -------------------- | --- |
| Hoa hậu Quốc tế 1995 | - Na Uy - Anne Lena Hansen |
| Á hậu 1              | - Venezuela - Ana María Amorer |
| Á hậu 2              | - Cộng hòa Séc - Renata Hornofová |
| Top 15               | - Bolivia - Liliana Arce - Brazil - Débora Moretto - Colombia - Iovana Grisales - Pháp - Mélody Vilbert - Hy Lạp - Maria Pavli - Iceland - Lovísa Guðmundsdóttir - Nhật Bản - Yuka Kondo - Hàn Quốc - Lee Yoo-ree - Philippines - Gladys Dueñas - Tây Ban Nha - Jimena Garay - Thổ Nhĩ Kỳ - Ahu Pasakay - Việt Nam - Trương Quỳnh Mai |

### Giải thưởng phụ
| Giải thưởng                 | Thí sinh                      |
| --------------------------- | ----------------------------- |
| Trang phục dân tộc đẹp nhất | - Việt Nam – Trương Quỳnh Mai |
| Hoa hậu Thân thiện          | - Nhật Bản – Yuka Kondo       |
| Hoa hậu Ảnh                 | - Slovakia – Jana Slukova     |

## Thí sinh
| - Argentina - Lorena Andrea Palacios - Aruba - Yolanda Janssen - Úc - Kristen Szypica - Bỉ - Berenice De Bondt - Bolivia - Liliana Arce Angulo - Brazil - Débora Reis Moretto - Anh Quốc - Melanie Abdoun - Colombia - Iovana Soraya Grisales Castañeda - Síp - Eleni Chrysostomou - Cộng hòa Séc - Renata Hornofova - Đan Mạch - Sabine Sørensen - Cộng hòa Dominica - Cándida Lara Betances - El Salvador - Natalia Díaz - Fiji - Rejieli Ratu - Pháp - Mélody Vilbert - Đức - Katja Honak - Hy Lạp - Maria Pavli - Guam - Marie Angelique Penrose - Guatemala - Indira Lili Chinchilla Paz - Hawaii - Yula Kim - Hà Lan - Nathalie van den Dungen - Honduras - Sayda Umaña López - Hồng Kông - Lô Viễn Hân - Iceland - Lovísa Aðalheiður Guðmundsdóttir | - Ấn Độ - Priya Gill - Israel - Michal Shtibel - Nhật Bản - Yuka Kondo - Hàn Quốc - Lee Yoo-ree - Luxembourg - Paola Roberto - Malta - Roxanne Sammut - Mexico - Marlena de la Garza - Quần đảo Bắc Mariana - Elaine Tudela - Na Uy - Anne Lena Hansen - Panama - Lorena Hernández Montero - Paraguay - Patricia Viviana Galindo Cabral - Philippines - Gladys Andre Dinsay Dueñas - Bồ Đào Nha - Patrícia Trigo - Puerto Rico - María del Rocío Arroyo Rivera - Seychelles - Josianne Dorby - Singapore - Lynette Lee - Slovakia - Jana Sluková - Tây Ban Nha - Jimena Garay - Thái Lan - Aranyaporn Jatupornphan - Thổ Nhĩ Kỳ - Ahu Paşakay - Hoa Kỳ - Krista Loskota - Venezuela - Ana María Amorer Guerrero - Việt Nam - Trương Quỳnh Mai |

## Chú ý

### Lần đầu tham gia
| - Síp - Cộng hòa Séc | - Seychelles - Việt Nam |

### Trở lại
- Lần cuối tham gia vào năm 1992:
  -  Iceland
- Lần cuối tham gia vào năm 1993:
  -  Bỉ
  -  Honduras
  -  Thái Lan

### Bỏ cuộc
| - Áo - Costa Rica - Phần Lan - Ireland - Nicaragua - Nigeria | - Ba Lan - Nga - Sri Lanka - Thụy Điển - Ukraine |